# Akhlaq
Akhlaq (arabiska: أخلاق, plural för khulq) är ett arabiskt ord som betyder moral, etik, uppförande, karaktär och moraliskt uppförande. Akhlaq är beständiga egenskaper inom människan som ger upphov till handlingar som överensstämmer med dem. Inom den islamiska läran om akhlaq diskuteras det om olika egenskaper, och om gott och dåligt beteende. Enligt en hadith har den islamiske profeten Muhammed sagt att den bästa handlingen är akhlaq.